# Chris Wood
Christopher Grant Wood (Auckland, 7 de diciembre de 1991) es un futbolista neozelandés que juega como delantero en el Nottingham Forest F. C. de la Premier League de Inglaterra.
Comenzó su carrera en Nueva Zelanda y rápidamente atrajo la atención de clubes ingleses, logrando su debut en la primera división de Inglaterra a los 18 años defendiendo los colores del West Bromwich Albion. Estuvo en varios clubes a préstamo hasta recalar en el Leicester, con el que ganó la Football League Championship 2013-14 y el ascenso a la Premier. Tras perder su lugar y volver a ser cedido, el Leeds United lo fichó en 2015. Luego de ser el goleador de la EFL Championship 2016-17 fue transferido al Burnley.
Con la selección neozelandesa jugó la Copa FIFA Confederaciones 2009 y la Copa Mundial de 2010 y ganó la Copa de las Naciones de la OFC 2016.

## Trayectoria

### Inicios
Debutó defendiendo los colores del Waikato Football Club, una de las franquicias participantes del Campeonato de Fútbol de Nueva Zelanda, en 2007. Solo jugó 5 encuentros en la temporada, sin convertir ningún tanto. Durante el receso de invierno, Wood jugó para el Hamilton Wanderers en la Northern League, máxima división de la Región de Auckland, y la Copa Chatham, torneo nacional que involucra a todos los clubes amateurs del país que juegan las ligas regionales. En total, acumuló 17 presentaciones y 16 goles.

### Primeros pasos en Inglaterra

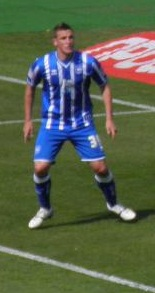
Wood durante su paso por el Brighton & Hove Albion.

El West Bromwich Albion Football Club, que en ese entonces jugaba la Premier League, se interesó por él y decidió contratarlo. Realizó su debut el 11 de abril, ingresando en el minuto 75 por James Morrison en un partido ante el Portsmouth. Al final de la temporada, el club descendió a la Football League Championship y fue recién en la temporada 2009-10 que Wood comenzó a tener regularidad en el Albion. Con sus 2 goles en los 23 partidos que jugó, la mayoría ingresando desde el banco, ayudó al club a regresar a la Premier.
Con el ascenso del West Brom a primera división, el delantero neozelandés se vio relegado en la plantilla y tuvo que comenzar a probar suerte en diversos clubes de la Football League. En el primero de ellos, el Barnsley Football Club, donde se desempeñó en 2010, solo fue 7 veces parte de la plantilla titular. Ese mismo año tuvo mayor participación en el Brighton & Hove Albion, con el que ganó la Football League One 2010-11.

### Asentamiento
La temporada 2011-12 la dividió en sus pasos por el Birmingham City y el Bristol City. Con el Birmingham jugó la Liga Europa de la UEFA 2011-12, competición en la cual Wood marcó dos goles en seis encuentros, aunque el elenco inglés fue superado en la tabla de posiciones del grupo H por el Club Brujas belga y el Sporting Clube de Braga de Portugal y, por ende, eliminado de la competición. 
A comienzos del torneo 2012-13, Chris acordó un préstamo con el Millwall Football Club. Con 19 partidos y 11 tantos, llevó al club a estar inclusive en puestos de clasificación para los playoffs de ascenso. Rápidamente, Wood llegó al Leicester City a préstamo, aunque luego de haber jugando un solo encuentro, en el que marcó dos goles, el Leicester decidió comprarlo.

### Leicester City

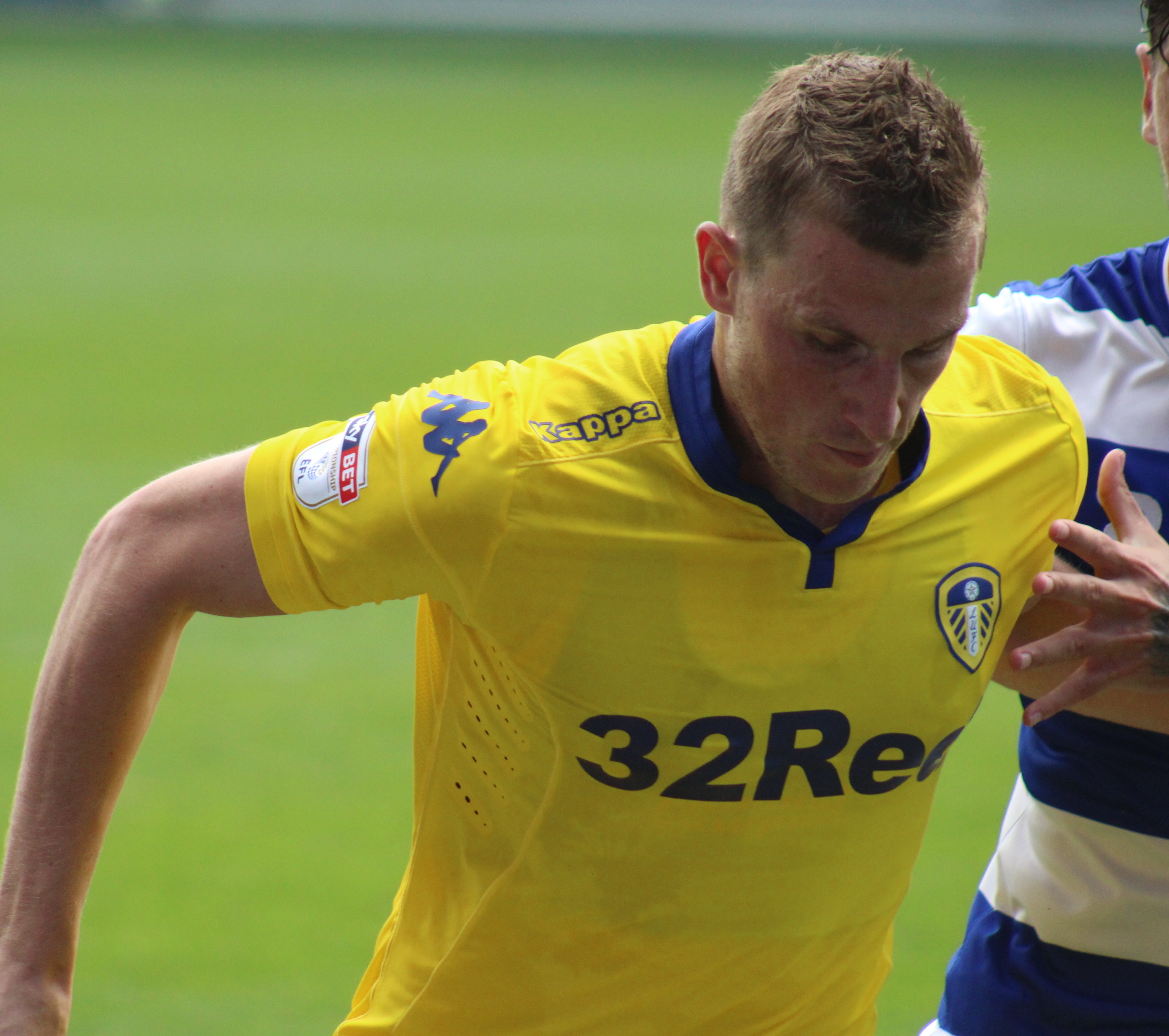
Jugando para el Leeds United en 2016.

A principios de 2013 se transfirió al club, con el que clasificó a los playoffs de ascenso, donde el Leicester sería derrotado en semifinales a manos del Watford. Contabilizando sus goles con el Millwall, finalizó cuarto en la tabla de goleadores.
En la temporada 2013-14 no fue un titular habitual, sino que entró en la mayoría de los partidos desde el banco. Con sus cuatro tantos en 24 cotejos ayudó al Leicester a conseguir el título de la Football League Championship y el ascenso a la Premier League.
Ya en la máxima categoría inglesa, Wood se vio relegado en el equipo, por lo que en febrero de 2015, cuando acumulaba apenas nueve partidos, la mayoría ingresando como suplente; y un gol, fue cedido al Ipswich Town, donde no logró convertir en el puñado de partidos que jugó, la mayoría entrando desde el banco de suplentes.

### Leeds United
En 2015, al no ser tenido en cuenta por el Leicester, fue transferido al Leeds United, regresando así a la segunda división de Inglaterra. En su primer torneo anotó 13 tantos en 36 encuentros, mientras que el Leeds finalizó en mitad de tabla. En la temporada 2016-17 convirtió 27 goles en 44 partidos, siendo así el goleador del torneo, aunque su club terminó séptimo y se vio privado de los playoffs de ascenso. A mediados de 2017 se negó a disputar el cuarto encuentro de la EFL Championship 2017-18 ante el Sunderland debido a una oferta de 15 millones de libras esterlinas de un equipo de la Premier League.

### Burnley
Finalmente, en agosto de 2017 fue trasferido al Burnley, lo que significó un nuevo regreso a la Premier League. En su segundo partido con el club, ante el Tottenham Hotspur, ingresó desde el banco y anotó el 1-1 definitivo. El siguiente encuentro ante el Crystal Palace sería el primero en el que formó parte de un equipo inicial en la primera división inglesa. Nuevamente volvería a marcar, en este caso el único gol del partido.

### Newcastle y Nottingham
El 13 de enero de 2022 el Newcastle United F. C. se hizo con sus servicios para los siguientes dos años y medio. Doce meses y 39 partidos después fue cedido al Nottingham Forest F. C. para lo que quedaba de temporada con una obligación de compra en función de ciertas condiciones.

## Selección nacional
Fue parte de la selección neozelandesa sub-17 que disputó la Copa Mundial de 2007. Wood solo disputó el encuentro que los Young All Whites perdieron por 5-0 ante Inglaterra. En la categoría, totalizó apenas tres presencias.
Su primer llamado para la selección absoluta fue en la serie de amistosos ante Tanzania e Italia con motivo de preparación para la Copa FIFA Confederaciones 2009, en la que Wood fue parte del plantel, llegando a disputar solamente el partido en el que Sudáfrica venció a los neozelandeses por 2-0. Más adelante ese mismo año jugaría tanto la ida como la vuelta del repechaje ante Baréin que le acreditó un lugar en la Copa Mundial de 2010 a los All Whites luego de una victoria global por 1-0.
Como parte del plantel convocado para Sudáfrica 2010, jugó los tres partidos que disputaron los Kiwis, ante Eslovaquia, Italia y Paraguay. Nueva Zelanda logró ser el único invicto del Mundial al empatar los tres cotejos.
En 2012 afrontó la Copa de las Naciones de la OFC, en donde fue el goleador de Nueva Zelanda con cinco tantos, aunque su selección alcanzó el tercer puesto y no logró alzarse con el título, por haber perdido la semifinal ante Nueva Caledonia. Ese mismo año disputó con la selección sub-23 los Juegos Olímpicos de Londres 2012, donde anotó ante Egipto.
Volvió a disputar el torneo continental oceánico en 2016, donde realizó cuatro anotaciones en los partidos frente a Fiyi, Vanuatu y Nueva Caledonia. No llegó a disputar la final porque debió dejar el plantel con motivo del casamiento de su hermana. La selección neozelandesa terminaría venciendo por penales a Papúa Nueva Guinea. Al año siguiente disputó la Copa FIFA Confederaciones 2017, donde le anotó un gol a México.

### Partidos y goles internacionales
| Partidos y goles internacionales | Partidos y goles internacionales | Partidos y goles internacionales   | Partidos y goles internacionales | Partidos y goles internacionales | Partidos y goles internacionales           | Partidos y goles internacionales |
| #                                | Fecha                            | Estadio                            | Rival                            | Resultado                        | Competición                                | Gol(es)                          |
| -------------------------------- | -------------------------------- | ---------------------------------- | -------------------------------- | -------------------------------- | ------------------------------------------ | -------------------------------- |
| 2009                             |                                  |                                    |                                  |                                  |                                            |                                  |
| 1                                | 3 de junio                       | National Stadium, Dar es Salaam    | Tanzania                         | 1 – 2                            | Amistoso                                   |                                  |
| 2                                | 10 de junio                      | Atteridgeville Super, Pretoria     | Italia                           | 3 – 4                            | Amistoso                                   |                                  |
| 3                                | 17 de junio                      | Royal Bafokeng, Rustenburg         | Sudáfrica                        | 0 – 2                            | Copa FIFA Confederaciones 2009             |                                  |
| 4                                | 10 de octubre                    | Estadio Nacional, Riffa            | Baréin                           | 0 – 0                            | Clasificación para la Copa Mundial de 2010 |                                  |
| 5                                | 14 de noviembre                  | Westpac Stadium, Wellington        | Baréin                           | 1 – 0                            | Clasificación para la Copa Mundial de 2010 |                                  |
| 2010                             |                                  |                                    |                                  |                                  |                                            |                                  |
| 6                                | 3 de marzo                       | Estadio Rose Bowl, Pasadena        | México                           | 0 – 2                            | Amistoso                                   |                                  |
| 7                                | 24 de mayo                       | Cricket Ground, Melbourne          | Australia                        | 1 – 2                            | Amistoso                                   |                                  |
| 8                                | 29 de mayo                       | Hypo-Arena, Klagenfurt             | Serbia                           | 1 – 0                            | Amistoso                                   |                                  |
| 9                                | 1 de junio                       | Ljudski vrt, Maribor               | Eslovenia                        | 1 – 3                            | Amistoso                                   |                                  |
| 10                               | 15 de junio                      | Royal Bafokeng, Rustenburg         | Eslovaquia                       | 1 – 1                            | Copa Mundial de 2010                       |                                  |
| 11                               | 21 de junio                      | Mbombela Stadium, Nelspruit        | Italia                           | 1 – 1                            | Copa Mundial de 2010                       |                                  |
| 12                               | 25 de junio                      | Estadio Peter Mokaba, Polokwane    | Paraguay                         | 0 – 0                            | Copa Mundial de 2010                       |                                  |
| 13                               | 9 de octubre                     | Estadio North Harbour, Auckland    | Honduras                         | 1 – 1                            | Amistoso                                   | 1 (1)                            |
| 14                               | 12 de octubre                    | Westpac Stadium, Wellington        | Paraguay                         | 0 – 2                            | Amistoso                                   |                                  |
| 2011                             |                                  |                                    |                                  |                                  |                                            |                                  |
| 15                               | 25 de marzo                      | Wuhan Sports Center, Wuhan         | China                            | 1 – 1                            | Amistoso                                   |                                  |
| 16                               | 1 de junio                       | Invesco Field at Mile High, Denver | México                           | 0 – 3                            | Amistoso                                   |                                  |
| 17                               | 5 de junio                       | Adelaide Oval, Adelaida            | Australia                        | 0 – 3                            | Amistoso                                   |                                  |
| 2012                             |                                  |                                    |                                  |                                  |                                            |                                  |
| 18                               | 29 de febrero                    | Mount Smart Stadium, Auckland      | Jamaica                          | 2 – 3                            | Amistoso                                   | 1 (2)                            |
| 19                               | 23 de mayo                       | BBVA Compass Stadium, Houston      | El Salvador                      | 2 – 2                            | Amistoso                                   |                                  |
| 20                               | 26 de mayo                       | Estadio Cotton Bowl, Dallas        | Honduras                         | 1 – 0                            | Amistoso                                   |                                  |
| 21                               | 2 de junio                       | Estadio Lawson Tama, Honiara       | Fiyi                             | 1 – 0                            | Copa de las Naciones de la OFC 2012        |                                  |
| 22                               | 4 de junio                       | Estadio Lawson Tama, Honiara       | Papúa Nueva Guinea               | 2 – 1                            | Copa de las Naciones de la OFC 2012        | 1 (3)                            |
| 23                               | 6 de junio                       | Estadio Lawson Tama, Honiara       | Islas Salomón                    | 1 – 1                            | Copa de las Naciones de la OFC 2012        | 1 (4)                            |
| 24                               | 8 de junio                       | Estadio Lawson Tama, Honiara       | Nueva Caledonia                  | 0 – 2                            | Copa de las Naciones de la OFC 2012        |                                  |
| 25                               | 10 de junio                      | Estadio Lawson Tama, Honiara       | Islas Salomón                    | 4 – 3                            | Copa de las Naciones de la OFC 2012        | 3 (7)                            |
| 26                               | 7 de septiembre                  | Numa-Daly Magenta, Numea           | Nueva Caledonia                  | 2 – 0                            | Clasificación para la Copa Mundial de 2014 | 1 (8)                            |
| 27                               | 11 de septiembre                 | Estadio North Harbour, Auckland    | Islas Salomón                    | 6 – 1                            | Clasificación para la Copa Mundial de 2014 | 1 (9)                            |
| 28                               | 12 de octubre                    | Pater Te Hono Nui, Papeete         | Tahití                           | 2 – 0                            | Clasificación para la Copa Mundial de 2014 |                                  |
| 29                               | 14 de noviembre                  | Estadio Hongkou, Shanghái          | China                            | 1 – 1                            | Amistoso                                   | 1 (10)                           |
| 2013                             |                                  |                                    |                                  |                                  |                                            |                                  |
| 30                               | 22 de marzo                      | Forsyth Barr Stadium, Dunedin      | Nueva Caledonia                  | 2 – 1                            | Clasificación para la Copa Mundial de 2014 |                                  |
| 31                               | 5 de septiembre                  | Estadio Rey Fahd, Riad             | Arabia Saudita                   | 1 – 0                            | OSN Cup 2013                               |                                  |
| 32                               | 9 de septiembre                  | Estadio Rey Fahd, Riad             | Emiratos Árabes Unidos           | 0 – 2                            | OSN Cup 2013                               |                                  |
| 33                               | 13 de noviembre                  | Estadio Azteca, México, D. F.      | México                           | 1 – 5                            | Clasificación para la Copa Mundial de 2014 |                                  |
| 2014                             |                                  |                                    |                                  |                                  |                                            |                                  |
| 34                               | 5 de marzo                       | Estadio Olímpico, Tokio            | Japón                            | 2 – 4                            | Amistoso                                   | 2 (12)                           |
| 35                               | 8 de septiembre                  | Estadio Pakhtakor, Taskent         | Uzbekistán                       | 1 – 3                            | Amistoso                                   |                                  |
| 36                               | 14 de noviembre                  | National Stadium, Nanchang         | China                            | 1 – 1                            | Amistoso                                   | 1 (13)                           |
| 37                               | 18 de noviembre                  | 80th Birthday Stadium, Korat       | Tailandia                        | 0 – 2                            | Amistoso                                   |                                  |
| 2015                             |                                  |                                    |                                  |                                  |                                            |                                  |
| 38                               | 31 de marzo                      | Estadio Mundialista, Seúl          | Corea del Sur                    | 0 – 1                            | Amistoso                                   |                                  |
| 39                               | 12 de noviembre                  | Estadio Al-Seeb, Mascate           | Omán                             | 1 – 0                            | Amistoso                                   | 1 (14)                           |
| 2016                             |                                  |                                    |                                  |                                  |                                            |                                  |
| 40                               | 28 de mayo                       | Sir John Guise, Puerto Moresby     | Fiyi                             | 3 – 1                            | Copa de las Naciones de la OFC 2016        | 1 (15)                           |
| 41                               | 31 de mayo                       | Sir John Guise, Puerto Moresby     | Vanuatu                          | 5 – 0                            | Copa de las Naciones de la OFC 2016        | 2 (17)                           |
| 42                               | 8 de junio                       | Sir John Guise, Puerto Moresby     | Nueva Caledonia                  | 1 – 0                            | Copa de las Naciones de la OFC 2016        | 1 (18)                           |
| 43                               | 8 de octubre                     | Nissan Stadium, Nashville          | México                           | 1 – 2                            | Amistoso                                   |                                  |
| 44                               | 11 de octubre                    | RFK Stadium, Washington D. C.      | Estados Unidos                   | 1 – 1                            | Amistoso                                   |                                  |
| 45                               | 12 de noviembre                  | Estadio North Harbour, Auckland    | Nueva Caledonia                  | 2 – 0                            | Clasificación para la Copa Mundial de 2018 |                                  |
| 46                               | 15 de noviembre                  | Stade Yoshida, Koné                | Nueva Caledonia                  | 0 – 0                            | Clasificación para la Copa Mundial de 2018 |                                  |
| 2017                             |                                  |                                    |                                  |                                  |                                            |                                  |
| 47                               | 25 de marzo                      | Churchill Park, Lautoka            | Fiyi                             | 2 – 0                            | Clasificación para la Copa Mundial de 2018 | 1 (19)                           |
| 48                               | 2 de junio                       | Windsor Park, Belfast              | Irlanda del Norte                | 0 – 1                            | Amistoso                                   |                                  |
| 49                               | 12 de junio                      | Estadio Traktar, Minsk             | Bielorrusia                      | 0 – 1                            | Amistoso                                   |                                  |
| 50                               | 17 de junio                      | Zenit Arena, San Petersburgo       | Rusia                            | 0 – 2                            | Copa FIFA Confederaciones 2017             |                                  |
| 51                               | 21 de junio                      | Estadio Olímpico, Sochi            | México                           | 1 – 2                            | Copa FIFA Confederaciones 2017             | 1 (20)                           |
| 52                               | 25 de junio                      | Zenit Arena, San Petersburgo       | Portugal                         | 0 – 4                            | Copa FIFA Confederaciones 2017             |                                  |
| 53                               | 1 de septiembre                  | Estadio North Harbour, Auckland    | Islas Salomón                    | 6 – 1                            | Clasificación para la Copa Mundial de 2018 | 3 (23)                           |
| 54                               | 6 de octubre                     | Estadio Toyota, Nagoya             | Japón                            | 1 – 2                            | Amistoso                                   | 1 (24)                           |
| 55                               | 11 de noviembre                  | Westpac Stadium, Wellington        | Perú                             | 0 – 0                            | Clasificación para la Copa Mundial de 2018 |                                  |
| 56                               | 15 de noviembre                  | Estadio Nacional, Lima             | Perú                             | 0 – 2                            | Clasificación para la Copa Mundial de 2018 |                                  |

## Estadísticas

### Clubes
Actualizado el 17 de agosto de 2025.
| Club                                    | Div.          | Temporada     | Liga  | Liga  | Copas nacionales | Copas nacionales | Torneos internacionales | Torneos internacionales | Total | Total | Media goleadora |
| Club                                    | Div.          | Temporada     | Part. | Goles | Part.            | Goles            | Part.                   | Goles                   | Part. | Goles | Media goleadora |
| --------------------------------------- | ------------- | ------------- | ----- | ----- | ---------------- | ---------------- | ----------------------- | ----------------------- | ----- | ----- | --------------- |
| Waikato F. C. Nueva Zelanda             | 1.ª           | 2007-08       | 5     | 0     | ―                | ―                | ―                       | ―                       | 5     | 0     | 0               |
| Waikato F. C. Nueva Zelanda             | Total club    | Total club    | 5     | 0     | ―                | ―                | ―                       | ―                       | 5     | 0     | 0               |
| West Bromwich Albion F. C. Inglaterra   | 1.ª           | 2008-09       | 2     | 0     | 0                | 0                | ―                       | ―                       | 2     | 0     | 0               |
| West Bromwich Albion F. C. Inglaterra   | 2.ª           | 2009-10       | 18    | 1     | 5                | 1                | ―                       | ―                       | 23    | 2     | 0.09            |
| West Bromwich Albion F. C. Inglaterra   | 1.ª           | 2010-11       | 1     | 0     | 1                | 1                | ―                       | ―                       | 2     | 1     | 0.5             |
| West Bromwich Albion F. C. Inglaterra   | Total club    | Total club    | 21    | 1     | 6                | 2                | ―                       | ―                       | 27    | 3     | 0.11            |
| Barnsley F. C. Inglaterra               | 2.ª           | 2010-11       | 7     | 0     | 0                | 0                | ―                       | ―                       | 7     | 0     | 0               |
| Barnsley F. C. Inglaterra               | Total club    | Total club    | 7     | 0     | 0                | 0                | ―                       | ―                       | 7     | 0     | 0               |
| Brighton & Hove Albion F. C. Inglaterra | 3.ª           | 2010-11       | 29    | 8     | 2                | 1                | ―                       | ―                       | 31    | 9     | 0.29            |
| Brighton & Hove Albion F. C. Inglaterra | Total club    | Total club    | 29    | 8     | 2                | 1                | ―                       | ―                       | 31    | 9     | 0.29            |
| Birmingham City F. C. Inglaterra        | 2.ª           | 2011-12       | 23    | 9     | 0                | 0                | 6                       | 2                       | 29    | 11    | 0.38            |
| Birmingham City F. C. Inglaterra        | Total club    | Total club    | 23    | 9     | 0                | 0                | 6                       | 2                       | 29    | 11    | 0.38            |
| Bristol City F. C. Inglaterra           | 2.ª           | 2011-12       | 19    | 3     | ―                | ―                | ―                       | ―                       | 19    | 3     | 0.16            |
| Bristol City F. C. Inglaterra           | Total club    | Total club    | 19    | 3     | ―                | ―                | ―                       | ―                       | 19    | 3     | 0.16            |
| Millwall F. C. Inglaterra               | 2.ª           | 2012-13       | 19    | 11    | ―                | ―                | ―                       | ―                       | 19    | 11    | 0.58            |
| Millwall F. C. Inglaterra               | Total club    | Total club    | 19    | 11    | ―                | ―                | ―                       | ―                       | 19    | 11    | 0.58            |
| Leicester City F. C. Inglaterra         | 2.ª           | 2012-13       | 22    | 9     | 2                | 2                | ―                       | ―                       | 24    | 11    | 0.46            |
| Leicester City F. C. Inglaterra         | 2.ª           | 2013-14       | 26    | 4     | 3                | 4                | ―                       | ―                       | 29    | 8     | 0.28            |
| Leicester City F. C. Inglaterra         | 1.ª           | 2014-15       | 7     | 1     | 2                | 0                | ―                       | ―                       | 9     | 1     | 0.11            |
| Leicester City F. C. Inglaterra         | Total club    | Total club    | 55    | 14    | 7                | 6                | ―                       | ―                       | 62    | 20    | 0.32            |
| Ipswich Town F. C. Inglaterra           | 2.ª           | 2014-15       | 8     | 0     | ―                | ―                | ―                       | ―                       | 8     | 0     | 0               |
| Ipswich Town F. C. Inglaterra           | Total club    | Total club    | 8     | 0     | ―                | ―                | ―                       | ―                       | 8     | 0     | 0               |
| Leeds United F. C. Inglaterra           | 2.ª           | 2015-16       | 36    | 13    | 1                | 0                | ―                       | ―                       | 37    | 13    | 0.35            |
| Leeds United F. C. Inglaterra           | 2.ª           | 2016-17       | 44    | 27    | 4                | 3                | ―                       | ―                       | 48    | 30    | 0.63            |
| Leeds United F. C. Inglaterra           | 2.ª           | 2017-18       | 3     | 1     | 0                | 0                | ―                       | ―                       | 3     | 1     | 0.33            |
| Leeds United F. C. Inglaterra           | Total club    | Total club    | 83    | 41    | 5                | 3                | ―                       | ―                       | 88    | 44    | 0.5             |
| Burnley F. C. Inglaterra                | 1.ª           | 2017-18       | 24    | 10    | 2                | 1                | ―                       | ―                       | 26    | 11    | 0.42            |
| Burnley F. C. Inglaterra                | 1.ª           | 2018-19       | 38    | 10    | 3                | 1                | 5                       | 2                       | 46    | 13    | 0.28            |
| Burnley F. C. Inglaterra                | 1.ª           | 2019-20       | 32    | 14    | 3                | 0                | ―                       | ―                       | 35    | 14    | 0.4             |
| Burnley F. C. Inglaterra                | 1.ª           | 2020-21       | 33    | 12    | 4                | 0                | ―                       | ―                       | 37    | 12    | 0.32            |
| Burnley F. C. Inglaterra                | 1.ª           | 2021-22       | 17    | 3     | 4                | 0                | ―                       | ―                       | 21    | 3     | 0.14            |
| Burnley F. C. Inglaterra                | Total club    | Total club    | 144   | 49    | 16               | 2                | 5                       | 2                       | 165   | 53    | 0.32            |
| Newcastle United F. C. Inglaterra       | 1.ª           | 2021-22       | 17    | 2     | ―                | ―                | ―                       | ―                       | 17    | 2     | 0.12            |
| Newcastle United F. C. Inglaterra       | 1.ª           | 2022-23       | 18    | 2     | 4                | 1                | ―                       | ―                       | 22    | 3     | 0.14            |
| Newcastle United F. C. Inglaterra       | Total club    | Total club    | 35    | 4     | 4                | 1                | ―                       | ―                       | 39    | 5     | 0.13            |
| Nottingham Forest F. C. Inglaterra      | 1.ª           | 2022-23       | 7     | 1     | 0                | 0                | ―                       | ―                       | 7     | 1     | 0.14            |
| Nottingham Forest F. C. Inglaterra      | 1.ª           | 2023-24       | 31    | 14    | 4                | 1                | ―                       | ―                       | 35    | 15    | 0.43            |
| Nottingham Forest F. C. Inglaterra      | 1.ª           | 2024-25       | 36    | 20    | 4                | 0                | ―                       | ―                       | 40    | 20    | 0.5             |
| Nottingham Forest F. C. Inglaterra      | 1.ª           | 2025-26       | 1     | 2     | 0                | 0                | 0                       | 0                       | 1     | 2     | 2               |
| Nottingham Forest F. C. Inglaterra      | Total club    | Total club    | 75    | 37    | 8                | 1                | ―                       | ―                       | 83    | 38    | 0.46            |
| Total carrera                           | Total carrera | Total carrera | 523   | 177   | 48               | 16               | 11                      | 4                       | 582   | 197   | 0.34            |
| 1. 2. 3.                                |               |               |       |       |                  |                  |                         |                         |       |       |                 |

### Hat-tricks
| 1 | 11 de septiembre de 2011 | St Andrew's, Birmingham             | Birmingham City - Millwall FC                 |  | 3 - 0 | FL Championship 2011-12                      |
| 2 | 10 de junio de 2012      | Lawson Tama, Honiara                | Islas Salomón - Nueva Zelanda                 |  | 3 - 4 | Copa de las Naciones de la OFC 2012          |
| 3 | 12 de enero de 2013      | Ashton Gate, Bristol                | Bristol City FC - Leicester City              |  | 0 - 4 | FL Championship 2012-13                      |
| 4 | 27 de agosto de 2013     | Brunton Park, Carlisle              | Carlisle United FC - Leicester City           |  | 2 - 5 | Copa de la Liga 2013-14                      |
| 5 | 1 de septiembre de 2017  | North Harbour, North Shore City     | Nueva Zelanda - Islas Salomón                 |  | 6 - 1 | Clasificación de OFC para el Mundial de 2018 |
| 6 | 25 de abril de 2021      | Molineux, Wolverhampton             | Wolverhampton Wanderers FC - Burnley FC       |  | 0 - 4 | Premier League 2020-21                       |
| 7 | 26 de diciembre de 2023  | St James' Park, Newcastle upon Tyne | Newcastle United FC - Nottingham Forest       |  | 1 - 3 | Premier League 2023-2024                     |
| 8 | 18 de noviembre de 2024  | Mount Smart, Auckland               | Samoa - Nueva Zelanda                         |  | 0 - 8 | Clasificación de OFC para el Mundial de 2026 |
| 9 | 1 de febrero de 2025     | City Ground, Nottingham             | Nottingham Forest - Brighton & Hove Albion FC |  | 7 - 0 | Premier League 2024-25                       |

## Palmarés

### Torneos nacionales
| Título              | Club                         | País       | Año     |
| ------------------- | ---------------------------- | ---------- | ------- |
| Football League One | Brighton & Hove Albion F. C. | Inglaterra | 2010-11 |
| FL Championship     | Leicester City F. C.         | Inglaterra | 2013-14 |

### Torneos internacionales
| Título               | Equipo        | Sede               | Año  |
| -------------------- | ------------- | ------------------ | ---- |
| Copa de las Naciones | Nueva Zelanda | Papúa Nueva Guinea | 2016 |

### Distinciones individuales
| Distinción                                                                 | Año     |
| -------------------------------------------------------------------------- | ------- |
| Jugador neozelandés sub-20 del año                                         | 2008    |
| Jugador neozelandés sub-20 del año                                         | 2009    |
| Jugador neozelandés sub-20 del año                                         | 2011    |
| Goleador de la EFL Championship (27 goles)                                 | 2016-17 |
| Goleador de la Clasificación de OFC para la Copa Mundial de 2018 (8 goles) | 2017    |
| Goleador de la Clasificación de OFC para la Copa Mundial de 2022 (5 goles) | 2022    |